# Euphorbia monteiroi
Euphorbia monteiroi là một loài thực vật có hoa trong họ Đại kích. Loài này được Hook. mô tả khoa học đầu tiên năm 1865.